# Beko Technologies
Beko Technologies ist ein Unternehmen, das auf Druckluft- und Druckgastechnologie spezialisiert ist. Das Familienunternehmen mit Hauptsitz in Neuss wurde 1982 gegründet und 2017 zum Hidden Champion erklärt. Im Geschäftsjahr 2021 erwirtschaftete das Unternehmen einen Umsatz von über 114 Millionen Euro.

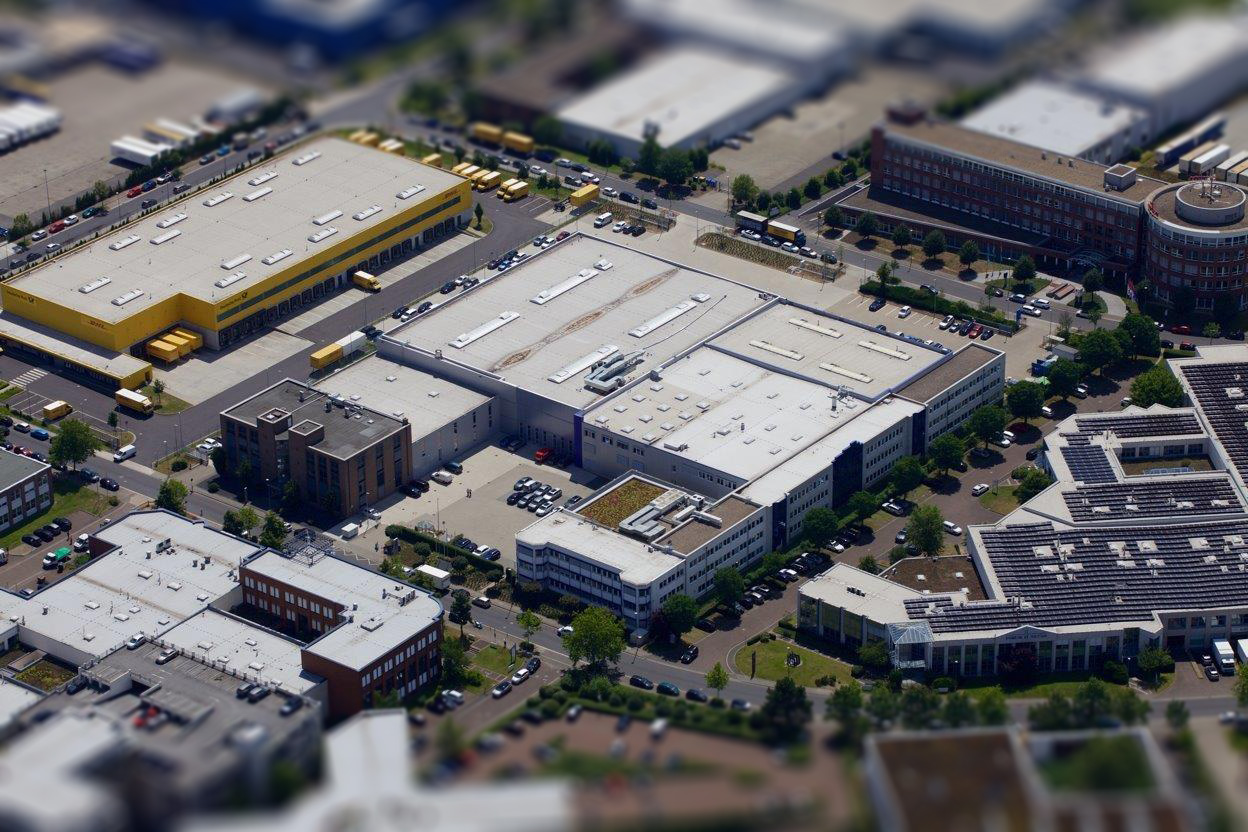
Beko (Luftbild)

## Geschichte
Das Unternehmen wurde 1982 von Berthold Koch als Beko Technologies gegründet. Der Name Beko ist ein Akronym aus dessen Vor- und Nachnamen. Zunächst arbeitete Koch in einer Hinterhof-Garage, in welcher er den ersten elektronisch niveauregulierten Kondensatableiter entwickelte, der Feuchtigkeit aus der Druckluft ableitet. Dieser wurde unter dem Namen Bekomat zum meistproduzierten Produkt von Beko. 1989 bezog das Unternehmen seinen Hauptsitz in Neuss.
2007 verstarb der Gründer Berthold Koch und seine Frau Monique Abeels-Koch übernahm die Geschäftsleitung. Kurz darauf traten die ehemaligen Prokuristen Manfred Lehner und Werner Koslowski ebenfalls der Geschäftsleitung bei. Beko begann 2008 mit dem Ausbau der Firmenzentrale, welcher zwei Jahre später abgeschlossen wurde. Mit einer Investition von 4 Millionen Euro wurden unter anderem die Betriebs- und Logistikflächen auf insgesamt 9500 Quadratmeter erweitert. Ende der 2000er eröffnete Beko Niederlassungen in Hyderabad, Indien und Atlanta, USA. 2009 wurde zudem die Beko Holding gegründet.
In den folgenden Jahren baute Beko seinen Stammsitz in Neuss weiter aus. 2012 erweiterte Beko das Gelände um einen Gebäudetrakt für Warenlogistik und 2017 kam eine weitere Logistikhalle dazu. Im selben Jahr wurde Beko von der Hanse Gesellschaft als Hidden Champion geehrt.
2018 steigerte Beko erstmalig den Jahresumsatz auf über 100 Millionen Euro. In diesem Jahr erweiterte Beko sein Kooperationsnetzwerk in der Lebensmittelindustrie. Im folgenden Jahr ging Beko eine strategische Kooperation mit der Optimeas Measurement and Automation Systems GmbH aus Friedrichsdorf ein, um die Bereiche IoT und Cloud-Technologien auszubauen.
Yannik Koch, der älteste Sohn des Firmengründers, stieg 2021 in die Geschäftsführung von Beko ein und löste Manfred Lehner ab, welcher nach dem Tod von Berthold Koch knapp 30 Jahre lang als Geschäftsführer agiert hatte.
Ende 2022 begann der Bau einer weiteren Anlage in Netphen-Helgersdorf.

## Unternehmensstruktur
Die Beko Holding ist das Mutterunternehmen der Beko Technologies, einem mittelständischen, familiengeführten Unternehmen mit Hauptsitz in Neuss. Neben den Fertigungsstätten in Deutschland, Indien, China und den USA besitzt Beko zudem international 15 Vertriebsniederlassungen.
Im Geschäftsjahr 2021 erwirtschaftete die Beko Holding einen Umsatz von knapp 114,6 Millionen Euro und beschäftigte rund 575 Mitarbeiter. Ein Großteil des Umsatzes wird dabei in Europa generiert.

## Produkte
Beko ist tätig als Hersteller von Druckluft- und Druckgastechnologie. Zu den Kunden von Beko gehören produzierende und verarbeitende Unternehmen aus der Pharma-, Chemie-, Lebensmittel-, Getränke-, Maschinenbau-, Elektro-, Automobil-, Metall-, Zement- und Glasindustrie sowie der Medizintechnik. Die Produkte von Beko lassen sich in die Bereiche Druckluftaufbereitung, Kondensattechnik und Messtechnik aufteilen. Die Drucklufttechnologien kommen unter anderem in der Automobilindustrie beim Lackieren oder für Bremssysteme zum Einsatz. In der Lebensmittelindustrie wird die Technik unter anderem zur Abfüllung von Nahrungsmitteln benutzt. Im Bereich Prozesssicherheit entwickelt Beko beispielsweise Systeme für die Messung und Überwachung von Druckluft oder Katalysetechnologien.
Das bekannteste und am häufigsten produzierte Produkt ist der Bekomat. Dieser Kondensatableiter leitet Feuchtigkeit und Abfallstoffe aus der Druckluft ab und findet in diversen Industrien Anwendung.

## Soziales Engagement und Sponsoring
Beko unterstützt mehrere lokale Sozialprojekte, darunter den Kinderschutzbund Neuss und die Initiative Schmetterling Neuss. Mit dem Berthold-Koch-Stiftungsfonds fördert es im Rahmen der Bürgerstiftung ebenfalls soziale Projekte. Beko ist seit 2014 zudem Sponsor der Fechtabteilung des TSV Bayer.